# Donalda
Donalda es un pueblo canadiense situado en la provincia de Alberta.

## Superficie
Donalda tiene una superficie de 0,97 km².

## Demografía
En 2021, tenía 226 habitantes, una densidad poblacional de 233,6 hab./km², y 123 viviendas.